# Písečná (Olomouc)
Písečná (in tedesco Sandhübel) è un comune della Repubblica Ceca facente parte del distretto di Jeseník, nella regione di Olomouc.